# Sclerophrys gracilipes
Sclerophrys gracilipes es una especie de anfibios anuros de la familia Bufonidae.

## Distribución geográfica y hábitat
Habita en Camerún, República del Congo, República Democrática del Congo, Guinea Ecuatorial (Río Muni y Fernando Poo), Gabón, sudeste de Nigeria y, posiblemente, también en Cabinda (Angola) y en el sur de República Centroafricana.
Su hábitat natural incluye bosques tropicales o subtropicales secos y a baja altitud, sabanas secas, zonas secas de arbustos tropicales o subtropicales y zonas previamente boscosas ahora muy degradadas.
Está amenazada por la pérdida de su hábitat natural.